# Afzelia bella
Afzelia bella är en ärtväxtart som beskrevs av Hermann August Theodor Harms. Afzelia bella ingår i släktet Afzelia och familjen ärtväxter. Inga underarter finns listade i Catalogue of Life.